# Prolagus sardus
La pika sarda (Prolagus sardus) es una especie extinta de mamífero lagomorfo de la familia Prolagidae, que vivía en la isla mediterránea de Cerdeña hasta su extinción a finales del siglo XVIII o principios del siglo XIX. Fue descrita por algunos autores sardos como un "conejo gigante sin cola" y se piensa que los nurágicos, los antiguos pobladores de Cerdeña, lo consideraban una exquisitez. La pika sarda junto con la pika corsa (Prolagus corsicanus) eran las dos únicas especies pertenecientes al género Prolagus, y las últimas pikas que sobrevivieron en el continente europeo. Los zoólogos actuales creen que Prolagus sardus y Prolagus corsicanus constituían en realidad una misma especie.
Ha habido algunas noticias sobre ocasionales avistamientos de pikas salvajes en el interior de la isla de Cerdeña. Sin embargo, ninguno de estos avistamientos ha sido verificado. La última mención histórica de la especie fue realizada por F. Cetti en 1774, quien habla sobre unas "ratas gigantes" muy abundantes en la isla de Tavolara, pero aparentemente ausentes de la vecina isla de Cerdeña.